# Єлизавета Марія Баварська
Єлизавета Марія Баварська (нім. Elisabeth Marie von Bayern, 8 січня 1874 — 4 березня 1957) — баварська принцеса з династії Віттельсбахів, донька фельдмаршала Леопольда Баварського та австрійської ерцгерцогині Ґізели, дружина графа Отто Людвіга Зеєфрід ауф Буттенхайм.

## Біографія
Єлизавета народилась  8 січня 1874 у Мюнхені. Вона стала первістком в родині баварського принца Леопольда та його дружини Ґізели Австрійської, народившись за вісім з половиною місяців після весілля батьків. Згодом у дівчинки з'явилась молодша сестра Августа та брати Георг та Конрад.
У віці 19 років втекла з дому, щоб таємно одружитися із 23-річним Отто Людвігом фон Зеєфрід ауф Буттенхайм, бароном Хаґенбах. Молоді люди знали, що не отримають дозволу на шлюб, оскільки наречений не тільки був нижчий за походженням, а й сповідував протестантизм. В листі її батькам, Отто Людвіг пояснював, що, вирішивши не розлучатися, вони з Єлизаветою  мали обирати між утечею та самогубством.
Цивільна церемонія пошлюблення пройшла в Мілані 19 листопада 1893. Вінчання відбулося у Генуї 2 грудня.
Батько Єлизавети та, особливо, її дід, принц-регент Баварії Луїтпольд, були невдоволені вчинком. Матір же та дід Франц Йосиф I благословили молодят, коли дізналися про весілля. Франц Йосиф I подарував їм палац поблизу Відня, та призначив Отто лейтенантом у перший піхотний полк в Троппау. 30 січня 1904 імператор також звів його у графський титул.

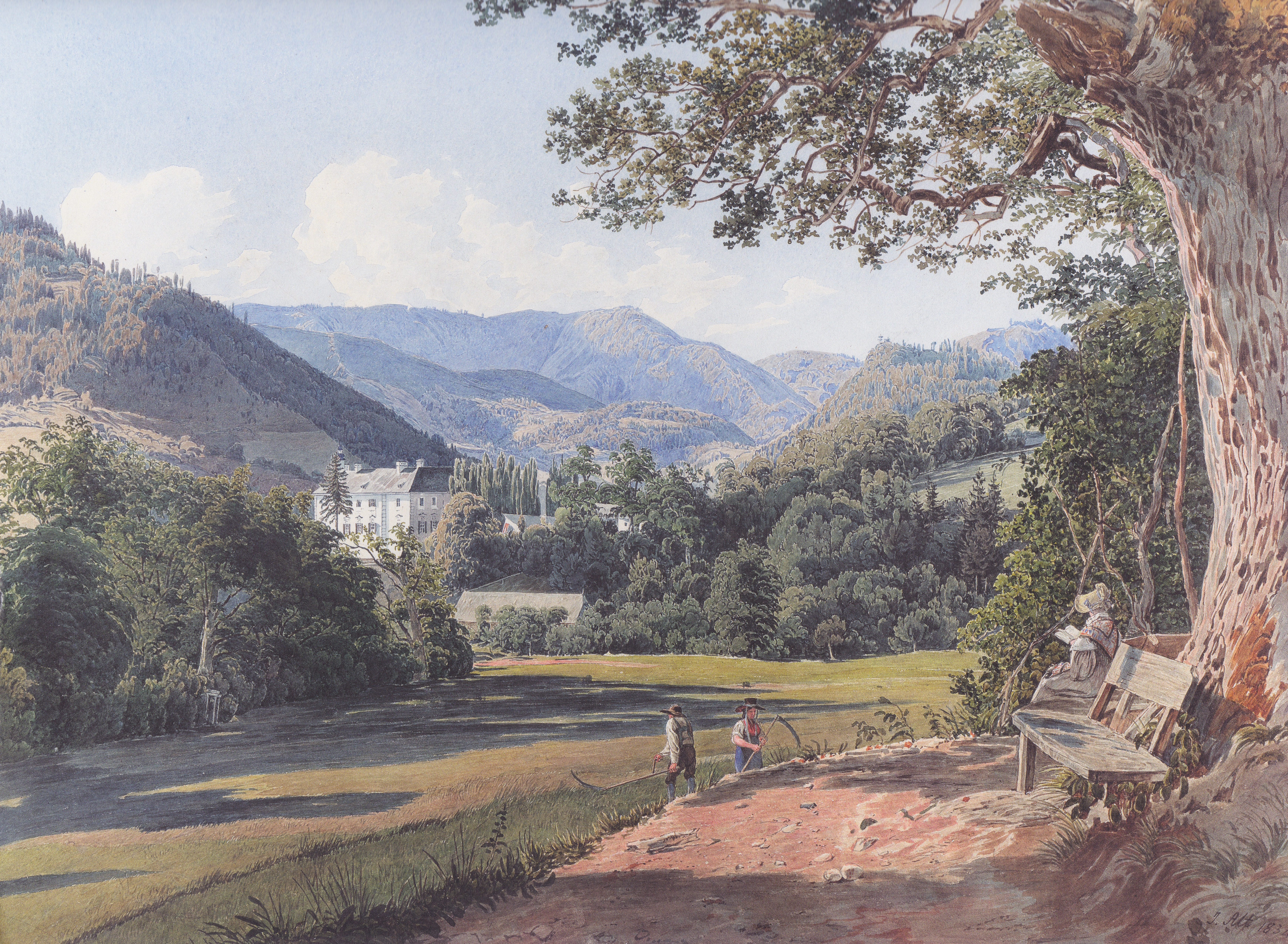
Замок Штібар

Шлюб виявився міцним і щасливим. У подружжя народилося п'ятеро дітей.
1908 Отто успадкував замок Штібар поблизу Ґрестена, що залишається у веденні родини і досьогодні.
Чоловік пішов з життя у вересні 1951. Єлизавета пережила його на шість років. Похована на цвинтарі Ґрестена.

## Родина
Чоловік — Отто Людвіг фон Зеєфрід ауф Буттенхайм, барон Хаґенбаський
Діти:
- Ґізела (нар. та пом. 1895) — померла немовлям;
- Єлизавета (1897—1975) — стала черницею;
- Августа (1899—1978) — дружина принца Адальберта Баварського, мала двох синів;
- Валерія (1901—1972) — дружина барона Рудольфа Карла фон Штенґеля, згодом — Вільгельма Отто фон Рідеманна Айхмана, мала трьох дітей від обох шлюбів;
- Франц Йозеф (1904—1969) — був одружений з Габріелою фон Шніцлер, мав трьох синів та доньку.

## Фотогалерея
|  |  |